# Berättelsen om doktor Dolittle
Berättelsen om doktor Dolittle är en barn- och ungdomsbok skriven och illustrerad av den engelske författaren Hugh Lofting. Boken utgavs på engelska första gången år 1920 och gavs ut på svenska år 1949 av Bonnier i översättning av Verna Lindberg.
Boken är den första i en serie om veterinären Doktor Dolittle, en man som kan tala med djuren på deras eget språk.

## Handling
Doktor Dolittle är en ogift respekterad läkare som bor med sin syster Sarah i ett litet engelskt samhälle. Han älskar djur och det blir allt fler djur i hushållet. Allteftersom antalet djur ökar kommer allt färre mänskliga patienter till hans mottagning. Men efter att av sin papegoja Polynesia ha lärt sig tala alla djurens språk sadlar han om till veterinär.